# HD 7977
A HD 7977 (más ismert nevein TYC 4034-1077-1 vagy USNO-A2 1500-01356484) egy G-típusú fősorozati csillag a Cassiopeia csillagképben, a Földtől kb. 247 fényévnyire. A HD 7977 arról ismert, hogy 2,8 millió évvel ezelőtt nagyon közel haladt el a Naprendszerhez, ami valószínűleg elég közel volt ahhoz, hogy mélyen behatoljon az Oort-felhőbe. Ezzel felzavarta az ott található objektumokat és üstökösöket, megindítva azokat a Naprendszer felé. Egyes kutatások szerint gravitációja hatással lehetett a Naprendszer külső bolygóira, amelyet aztán továbbadták azt a belső bolygóknak, így a Földnek is, amelynek ettől megváltozott a pályája, és ez közvetetten oka lehetett a jégkorszaknak is.

## Forráshivatkozások
1. ↑  Guide, Universe: HD 7977 Star Facts (Type, Distance, Age, Colour, Location and more) - Universe Guide (amerikai angol nyelven). www.universeguide.com, 2019. december 14. (Hozzáférés: 2024. június 24.)
2. ↑  Bobylev, V. V. (2022. szeptember 1.). „Search for Close Stellar Encounters with the Solar System Based on Data from the Gaia DR3 Catalogue” (angol nyelven). Astronomy Letters 48 (9), 542–549. o. DOI:10.1134/S1063773722080011. ISSN 1562-6873.
3. ↑  Passing Stars Altered Orbital Changes in Earth, Other Planets (amerikai angol nyelven). Planetary Science Institute, 2024. február 14. (Hozzáférés: 2024. június 24.)